# Golf von Salerno
Der Golf von Salerno ist eine Bucht im Tyrrhenischen Meer, im Süden Italiens bzw. der Apenninhalbinsel. Der nördlich davon liegende Golf von Neapel wird durch die Halbinsel von Sorrent getrennt. Der Golf ist nahezu halbkreisförmig und hat einen Durchmesser von etwa 60 Kilometern. An seiner Nordseite liegen die Städte Amalfi und Salerno.